# Transmission (software)
Transmission is een lichtgewicht opensource-BitTorrentclient dat een eenvoudige gebruikersinterface met een multiplatform-backend heeft. Transmission draait onder Linux, FreeBSD en Solaris met een GTK-interface. Onder macOS wordt de Cocoa-interface gebruikt en tot versie 0.71 werd ook BeOS ondersteund met een native interface. Op 14 januari 2008 werd het de standaard BitTorrentclient in Ubuntu, een populaire Linuxdistributie. Tevens wordt er gewerkt aan niet-officiële ports naar iOS en Windows.

## Functies
De software kent naast een grafische gebruikersomgeving (geschreven in GTK+3), ook een command-line-interface, daemon en een webinterface. Transmission gebruikt minder systeembronnen dan veel andere BitTorrentclients. Het project richt zich op nuttige functionaliteit, zonder dat er een overdaad aan mogelijkheden ontstaat. Het eenvoudig en gebruikersvriendelijk houden van Transmission is een van de belangrijkste uitgangspunten van het softwareproject.

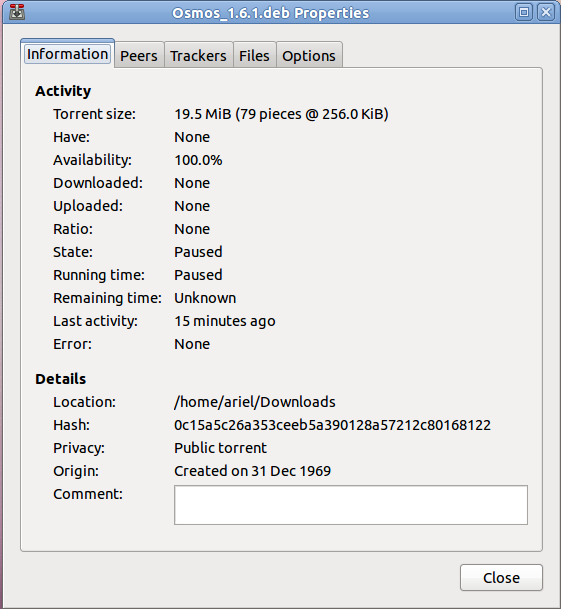
Overzicht van torrentactiviteit in Transmission

Transmission heeft volgende functies:
Downloaden
- Prioriteiten instellen voor het eerst downloaden van torrents en de bestanden in die torrents.
- Downloaden van torrents en magnetlinks.
- Selectief downloaden van bestanden in torrents.
- Optioneel bestanden verplaatsen nadat het downloaden voltooid is.
- Snel hervatten van downloads (met peer caching).
- Bandbreedtelimieten: algemeen en per torrent in te stellen.
- Bewerken van de meerlijnige trackerlijst.
- Het gebruik van meerdere trackers gelijktijdig.
- Torrentactiviteit bekijken

Technologie
- Peer exchange (PeX), compatibel met Vuze en μTorrent.
- Automatische port mapping met UPnP/NAT-PMP.
- Versleutelde verbindingen tussen peers.
- Enkele luisterpoort voor alle torrents.
- Ondersteuning voor HTTPS- en UDP-trackers.
- IPv6-ondersteuning (gedeeltelijk, sinds versie 1.50).
- Ondersteuning voor DHT sinds versie 1.70, DHT-ondersteuning voor IPv6 sinds versie 1.80.
- µTP-ondersteuning sinds versie 2.30.
- Ondersteuning voor Local Peer Discovery (lokaal peers zoeken) sinds versie 2.00.

Mogelijkheden
- Torrents aanmaken.
- Een ingebouwde webserver, zodat gebruikers Transmission op afstand kunnen beheren via het internet (gebruikmakend van RPC of WebUI).
- Zwarte lijsten voor slechte peers, periodiek bijgewerkt met dezelfde peerlijst gebruikt door PeerGuardian en PeerBlock.
- Sorteer- en filteropties.